# Alain de Kérouzéré
Alain de Kérouzéré (mort en avril 1440) est un ecclésiastique breton qui fut évêque élu de Léon de 1439 à 1440.

## Biographie

### Famille
Alain de Kérouzéré est le fils d'Eon de Kérouzéré sénéchal de Broërec puis président du Parlement de Bretagne (1419-1433) , et de Marguerite de Pontantoull.

### Évêque du Léon (1439 - 1440)
Alain de Kérouzéré est élu évêque par le chapitre de chanoines de Léon à la demande du duc Jean V. Après le transfert de Jean Prigent sur le siège de Saint-Brieuc, il faut nommer un nouvel évêque de Léon. Le 20 mars 1439, le pape Eugène IV nomme Guillaume Le Ferron à ce titre. Cependant, le duc Jean V de Bretagne désapprouve ce choix et incite le chapitre de chanoines de Léon à élire Alain de Kérouzéré. Ce dernier est un partisan fidèle de Jean V à la maison duquel il appartient depuis les évènements de 1420 lorsqu'il intervient de manière décisive pour faire libérer le duc prisonnier des Penthièvre. Il est membre du conseil ducal et ambassadeur en Écosse depuis 1437 où il négocie le mariage de François Ier, futur Duc de Bretagne. Les Pères du concile de Bâle qui ont suspendu en janvier 1438 et déposé en juin 1439 Eugène IV s'empressent de confirmer son élection. 
Alain de Kérouzéré est consacré par Louis d'Amaral, évêque de Viseu et ambassadeur du concile. Malgré la condamnation pontificale du 8 novembre 1439, il exerce les fonctions épiscopales jusqu'à sa mort en avril 1440.
Sa mort permet au duc de se rapprocher d'Eugène IV malgré l'élection par le chapitre de chanoines de Léon toujours soutenu par les Pères conciliaires d'un certain Bertrand de Rosmadec ,.
Alain de Kérouzéré est inhumé dans le chœur de la cathédrale Saint Pol Aurélien.

## Armes
Les armoiries ont été identifiées par Paul-François Broucke, lors du chantier de restauration de la cathédrale. Il s'agit d'un écu chargé d’un lion, surmonté d’une mitre, sur une autre tenant un écu lui aussi chargé d’un lion. 